# Погодин, Владимир Алексеевич
Владимир Алексеевич Погодин — советский хозяйственный, государственный и политический деятель.

## Биография
Родился в 1928 году. Член КПСС с 1955 года.
С 1952 года — на хозяйственной, общественной и политической работе. В 1952—1989 гг. — главный агроном Исаклинского райсельхозотдела Куйбышевской области, на различных руководящих должностях в Исаклинском районе, секретарь Исаклинского райкома КПСС, инструктор, заведующий сельхозотделом Куйбышевского обкома КПСС, секретарь Куйбышевского обкома КПСС по сельскому хозяйству, председатель Исполкома Куйбышевского областного Совета депутатов трудящихся.
Избирался депутатом Верховного Совета РСФСР 10-го созыва, Верховного Совета СССР 11-го созыва.